# Vrede van Karlowitz

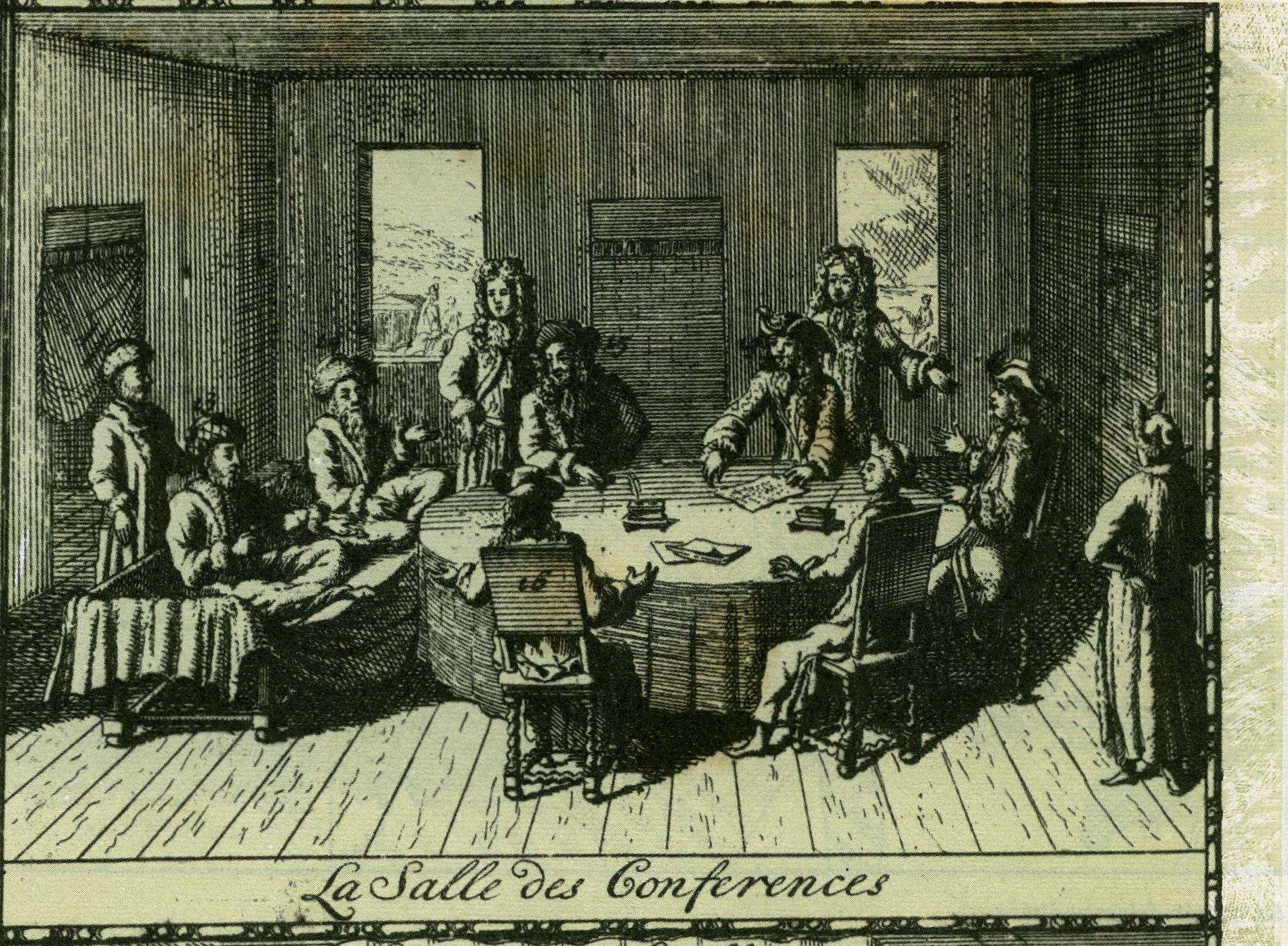
Onderhandeling bij de Vrede van Karlowitz

De Vrede van Karlowitz of het Verdrag van Karlowitz (Servisch : Сремски Карловци, Duits: Karlowitz, Turks: Karlofça, Hongaars: Karlóca) werd in 1699 ondertekend in Sremski Karlovci (een stad in Servië) en kwam tot stand dankzij de bemiddeling van het koninkrijk Engeland en de Republiek der Zeven Verenigde Nederlanden. Het verdrag betekende het officiële einde van de Grote Turkse Oorlog, die de Turken verloren. De oorlog, tussen het Ottomaanse Rijk en de Heilige Alliantie, begon in 1683 met een mislukt beleg van Wenen door Kara Mustafa.
Na een twee maanden durend congres tussen de afgevaardigden van het Ottomaanse Rijk en de Heilige Alliantie, een coalitie van Europese mogendheden waaronder de Habsburgers, het Pools-Litouwse Gemenebest, de republiek Venetië en het Russische Rijk, werd het verdrag op 26 januari 1699 getekend.
Het Ottomaanse Rijk stond geheel Hongarije (behalve het banaat van Temesvár), een groot deel van Transsylvanië, en Slavonië aan de Habsburgers af, Podolië (een streek in het huidige Oekraïne) ging naar Polen. Dalmatië samen met Morea (het schiereiland Peloponnesos) werden aan Venetië gegeven. De Russen, die in 1696 Azov veroverden, sloten in 1700 een apart vredesverdrag met het Ottomaanse Rijk, het Verdrag van Constantinopel.
Bij de Vrede van Passarowitz (1718) kreeg het Ottomaanse Rijk Morea samen met Kreta terug van Venetië.
Het verdrag van Karlowitz luidde het begin in van de daling van de Ottomaanse invloed in Oost-Europa, waardoor de Habsburgers de dominante macht in zuidoostelijk Europa werden.